# Metropolitano de Cantão
Metrô de Cantão (广州地铁) é o sistema de trânsito rápido da cidade de Cantão, na província de Cantão, na China. É operado pela estatal Guangzhou Metro Corporation e foi o quarto sistema de metrô a ser construído na China continental, depois dos de Pequim, Tianjin e Xangai.
Os primeiros esforços para construir um sistema subterrâneo de trânsito rápido em Cantão datam de 1960. Nas duas décadas seguintes, o projeto foi incluído na agenda cinco vezes, mas acabou por ser abandonado em todas elas devido a dificuldades financeiras e técnicas. A preparação do que levaria ao atual metrô de Guangzhou só começou na década de 1980 e só em 1993 foi iniciada a construção da primeira linha, a Linha 1, começou oficialmente. A Linha 1 foi inaugurada quatro anos depois, em 1997, com cinco estações em operação.
Desde 28 de dezembro de 2024, o metrô de Guangzhou tem 17 linhas em operação. O horário de serviço diário começa às 6h e termina à meia-noite e a média diária de passageiros é de mais de 7 milhões. Tendo realizado 3,029 bilhões de viagens em 2018, o metrô de Guangzhou é o terceiro sistema de metrô mais movimentado do mundo e o terceiro maior em termos de extensão, depois dos sistemas de metrô de Pequim e Xangai. O metrô de Cantão opera 353 estações e 702,99 quilômetros de linhas.
O desenvolvimento extensivo da rede de metrô está planejado para a próxima década, com o início da construção das linhas 10, 12, e 24, e extensões da 8, 13, 14, 18, bem como a extensão da linha 22 para o aeroporto de Baiyun.
Algumas das linhas do sistema foram projetadas para operar muito mais rápido do que as linhas tradicionais do metrô, com estações distantes umas das outras e trens mais rápidos circulando regularmente a 160 quilômetros por hora. As linhas 18 e 22 são as linhas de metrô mais rápidas da China, título anteriormente detido pela Linha 11 do Metrô de Shenzhen.